# Greggmar Swift
Greggmar Swift (Greggmar Orial Swift; * 16. Februar 1991 in Bridgetown) ist ein barbadischer Hürdenläufer, der sich auf die 110-Meter-Distanz spezialisiert hat.
Bei den Olympischen Spielen 2012 in London und den Leichtathletik-Weltmeisterschaften 2013 in Moskau schied er im Vorlauf aus.
2014 wurde er Sechster bei den Commonwealth Games in Glasgow und gewann Bronze bei den Zentralamerika- und Karibikspielen.
2015 siegte er bei der Sommer-Universiade in Gwangju, wurde Vierter bei den Panamerikanischen Spielen in Toronto und erreichte bei den Leichtathletik-Weltmeisterschaften in Peking das Halbfinale.

## Persönliche Bestleistungen
- 60 m Hürden (Halle): 7,54 s, 14. Februar 2015, New York City (barbadischer Rekord)
- 110 m Hürden: 13,65 s, 25. April 2014, Des Moines